# Hermine de Waldeck și Pyrmont
Prințesa Hermine de Waldeck și Pyrmont (n. 29 septembrie 1827; d. 16 februarie 1910) a fost prințesă germană. A fost a doua fiică a lui George al II-lea, Prinț de Waldeck și Pyrmont și a soției acestuia, Prințesa Emma de Anhalt-Bernburg-Schaumburg. A fost mătușa reginei Emma a Țărilor de Jos.

## Căsătorie și copii
La 25 octombrie 1844, la Arolsen, s-a căsătorit cu vărul ei, Adolf I George de Schaumburg-Lippe. Mama ei era sora tatălui lui. Tânărul cuplu a avut opt copii:
- Prințesa Hermine de Schaumburg-Lippe (1845–1930); căsătorită cu Ducele Maximilian de Württemberg, singurul fiu al Ducelui Paul Wilhelm de Württemberg.
- Prințul Georg de Schaumburg-Lippe (1846–1911); i-a succedat tatălui său ca Prinț de Schaumburg-Lippe; s-a căsătorit cu Prințesa Marie Anne de Saxa-Altenburg.
- Prințul Hermann de Schaumburg-Lippe (1848–1928).
- Prințesa Emma de Schaumburg-Lippe (1850–1855).
- Prințesa Ida de Schaumburg-Lippe (1852–1891); căsătorită cu Heinrich XXII, Prinț Reuss de Greiz.
- Prințul Otto Heinrich de Schaumburg-Lippe (1854–1935); căsătorit cu Anna von Koppen.
- Prințul Adolf de Schaumburg-Lippe (1859–1917); căsătorit cu Prințesa Victoria a Prusiei, fiica împăratului Frederic al III-lea al Germaniei și a Victoria, Prințesă Regală, fiica cea mare a reginei Victoria a Regatului Unit.
- Prințesa Emma de Schaumburg-Lippe (1865–1868).

Două dintre fiicele ei s-au numit Emma după mama ei; ambele au murit în copilărie.